# Björk Guðmundsdóttir & tríó Guðmundar Ingólfssonar
Björk Guðmundsdóttir & tríó Guðmundar Ingólfssonar — существовавший ранее исландский джазовый музыкальный коллектив.
Группа образовалась в 1990 году, когда автор-исполнитель Бьорк, которая в то время писала и пела в составе Sugarcubes, присоединилась к tríó Guðmundar Ingólfssonar (Гвюдмюндюр Ингоульфссон на фортепиано, Гвюдмюндюр Стейнгримссон (также известный как Папа Джаз) на барабанах и Тоурдюр Хёгнасон на басу).

## История
Согласно одной версии событий, ранее Бьорк и Гвюдмюндюр Ингоульфссон подружились после совместного выступления в 1987 году в Hótel Borg, в Рейкьявике. Другая история гласит, что предыдущее появление Бьорк на джазовой программе Godravina Fundur на местном радио произвела впечатление на Гвюдмюндюра Стейнгримссона, и что он также имел теплые воспоминания о ней, когда ей было всего 16 лет, помешанной на джазе, крутящейся на его сессиях записи на ферме Glora, принадлежащей Labbi Þórarinsson.
Как бы то ни было, единственный альбом группы вышел в конце 1990 года. Его назвали Gling-Gló и распространяли через лейбл Smekkleysa в Исландии, а позже, через One Little Indian в Соединенном Королевстве.
Альбом стал платиновым в Исландии. Были и другие записи, когда группа выступала в ночных клубах, но в 1991 Гвюдмюндюр Ингоульфссон умер от рака и группа распалась.

## Gling-Gló
Исландские песни на этом альбоме были записаны вживую почти полностью без наложений всего за два дня в Рейкьявике, в студии Syrland. Две английские песни были записаны на 23 августа 1990 года в Ríkisútvarpið (Национальное исландское телевидение).

## Дальнейшая карьера Бьорк
После того, как группа распалась, певица продолжила с Sugarcubes, записывая Stick Around for Joy в 1992 году. Она начала успешную сольную карьеру, начиная с Debut в 1993 году и продолжающаяся по сегодняшний день.

## Дискография
- Gling-Gló (1990) (Smekkleysa/One Little Indian)

## Концертные записи
1. I Fall in Love Too Easily
2. Luktar-Gvendur
3. You Don’t Know What Love is
4. Cry Me a River
5. I Can’t Help Loving that Man
6. Brestir og Brak
7. Ruby Baby
8. Pabbi Minn
9. Gling Gló
10. Misty
11. Í Dansi með Þér
12. Bella Símamær
13. Litli Tónlistarmaðurinn
14. Ástartöfrar

Примечание: эти записи доступны как бутлег Gling-Gló Live at the Hotel Borg.

## Появления на ТВ
- 23 августа 1990 года в Ríkisútvarpið (Национальное Исландское телевидение)